# 순종 (대한제국)
순종(純宗, 1874년 3월 25일 ~ 1926년 4월 25일)은 대한제국의 제2대 황제이자 한국사의 마지막 군주(재위 : 1907년 7월 19일 ~ 1910년 8월 29일)이다.

## 개요
휘는 척(坧), 본관은 전주, 자는 군방(君邦), 호는 정헌(正軒)이다. 묘호는 순종(純宗), 시호는 문온무령돈인성경효황제(文溫武寧敦仁誠敬孝皇帝)이다. 고종과 명성황후의 아들이며, 고종의 장성한 자녀 중 유일한 적자이다. 대한제국이 병합된 이후에는 사실상 일본 천황의 신하로서 왕공족 중 이왕가의 수장인 창덕궁 이왕(昌德宮 李王)으로 불렸다.

## 생애

### 탄생과 세자 책봉
1874년(고종 11년) 2월 8일, 창덕궁 관물헌에서 고종과 명성황후의 차남으로 출생하였다. 명성황후는 순종을 포함하여 4남 1녀를 낳았지만 모두 조졸하고 성인이 된 자녀는 순종이 유일하다.
1875년(고종 13년) 2월 18일, 왕세자에 책봉되었다. 1882년(고종 20년) 여은부원군 민태호의 딸 민씨(순명효황후)와 혼인하였다.
1895년 1월, 홍범 14조 반포와 동시에 왕태자로 격상되었고 같은 해 10월 8일, 을미사변으로 어머니 명성황후를 잃었다.

### 황태자 시절
1897년(광무 원년) 10월 13일, 대한제국이 수립되면서 황태자로 격상되었다.

#### 암살 미수 사건
1898년(광무 2년) 9월 11일, 김홍륙의 사주를 받은 공홍식이 김종화를 시켜 고종과 황태자에게 해를 가할 목적으로 그들이 즐기던 커피에 다량의 아편을 넣었는데, 고종은 커피의 향이 이상함을 알고는 곧바로 그 커피를 땅에 부었으나, 황태자는 이를 알아차리지 못하고 다량을 복용하였다. 이로 인해 황태자는 이가 빠져 틀니를 끼고 혈변을 자주 누는 등 건강이 악화되었다. 범인인 김홍륙은 같은 해 10월 10일, 교수형에 처해졌다.
 
8월 26일, 김홍륙(金鴻陸)이 유배 가는 것에 대한 조칙을 받고
그날로 유배지로 떠나는 길에 잠시 김광식(金光植)의 집에 머물렀는데,
가지고 가던 손 주머니에서 한 냥의 아편을 찾아내어
갑자기 흉역(凶逆)의 심보를 드러내어 친한 사람인 공홍식(孔洪植)에게 주면서
어선(御膳, 황제의 수라)에 섞어서 올릴 것을 은밀히 사주하였다.

9월 11일, 공홍식이 김종화(金鍾和)를 만나서 김홍륙에게 사주받은 내용을 자세히 말하고
이 약물을 황제에게 바치는 차(茶)에 섞어서 올리면
마땅히 1,000원(元)의 은(銀)으로 수고에 보답하겠다고 하였다.
김종화는 일찍이 보현당(寶賢堂)의 고지기〔庫直〕로서 황제의 서양 요리를 거행하였었는데,
잘 거행하지 못한 탓으로 파면된 자였다.
그는 즉시 그 약을 소매 속에 넣고 주방에 들어가 커피 찻주전자에 넣어
끝내 진어(進御)하게 되었던 것이다.
 — 《고종실록》 38권,
고종 35년(1898년 대한 광무(光武) 2년) 9월 12일
1904년(광무 8년), 황태자비 민씨가 죽자 순명비(純明妃)로 추존하였으며 즉위 후에 순명효황후로 추존하였다. 1907년(광무 11년) 1월, 윤택영의 딸 윤씨(순정효황후)와 혼인하였다.

### 즉위
1907년(광무 11년) 4월, 고종은 네덜란드 헤이그에서 열리는 제2차 만국평화회의에 이준, 이상설, 이위종 등을 특사로 파견하여 일본의 강압에 의한 을사조약의 부당성을 호소하려 하였다. 그러나 헤이그 특사 파견 이후, 일본과 친일파의 압력으로 고종은 퇴위 요구를 받았다.
7월 19일, 고종이 강제로 제위에서 물러나자 황제에 등극하였다. 등극과 동시에 대한제국 육군 대장 예편과 아울러 원수에서 대원수로 승급하였으며 연호를 융희(隆熙)로 개원하여 8월 2일부터 사용하였다.
8월 27일, 덕수궁 돈덕전에서 황제 즉위식을 거행하였다.

### 국권 피탈의 가속화
이 무렵 일본은 러일 전쟁을 통해 한반도에서 러시아 제국의 세력을 몰아내고 대한제국의 후견국을 자처하면서 한일병합의 발판을 공고히 하였다. 일본은 한국통감부를 설치하고 초대 한국통감으로 이토 히로부미를 임명하여 대한제국의 경제를 예속하고, 한일신협약의 체결을 강요하였다. 
이어 대한제국의 군대를 해산하였으며 이 조치에 반발하여 거국적으로 의병 운동이 일어났다.(→정미의병) 또한 신문지법을 제정하여 반일 성향의 대한매일신보를 비롯해 언론을 통제하고 발행인들을 탄압하였다. 
1909년(융희 3년) 7월, 이토 히로부미의 뒤를 이어 부임한 소네 아라스케는 기유각서의 체결을 강요하여 대한제국의 감옥 사무에 관한 행정권 등 사법권을 박탈하였다.
9월에는 남한 대토벌 작전을 실시하여 호남 지방의 의병과 13도 창의군 등을 대대적으로 토벌하였다. 이 해 10월 26일, 이토 히로부미는 안중근에 의하여 청나라 하얼빈에서 사살되었다.(→이토 히로부미 저격 사건)
소네 아라스케의 뒤를 이어 데라우치 마사타케가 대한제국의 실권을 장악하였다. 대한제국의 정치와 경제, 사법, 행정, 외교, 군사 모든 부분에서 행정 권한을 박탈한 일본은 내각회의를 통해 대한제국을 병합하기에 이른다.

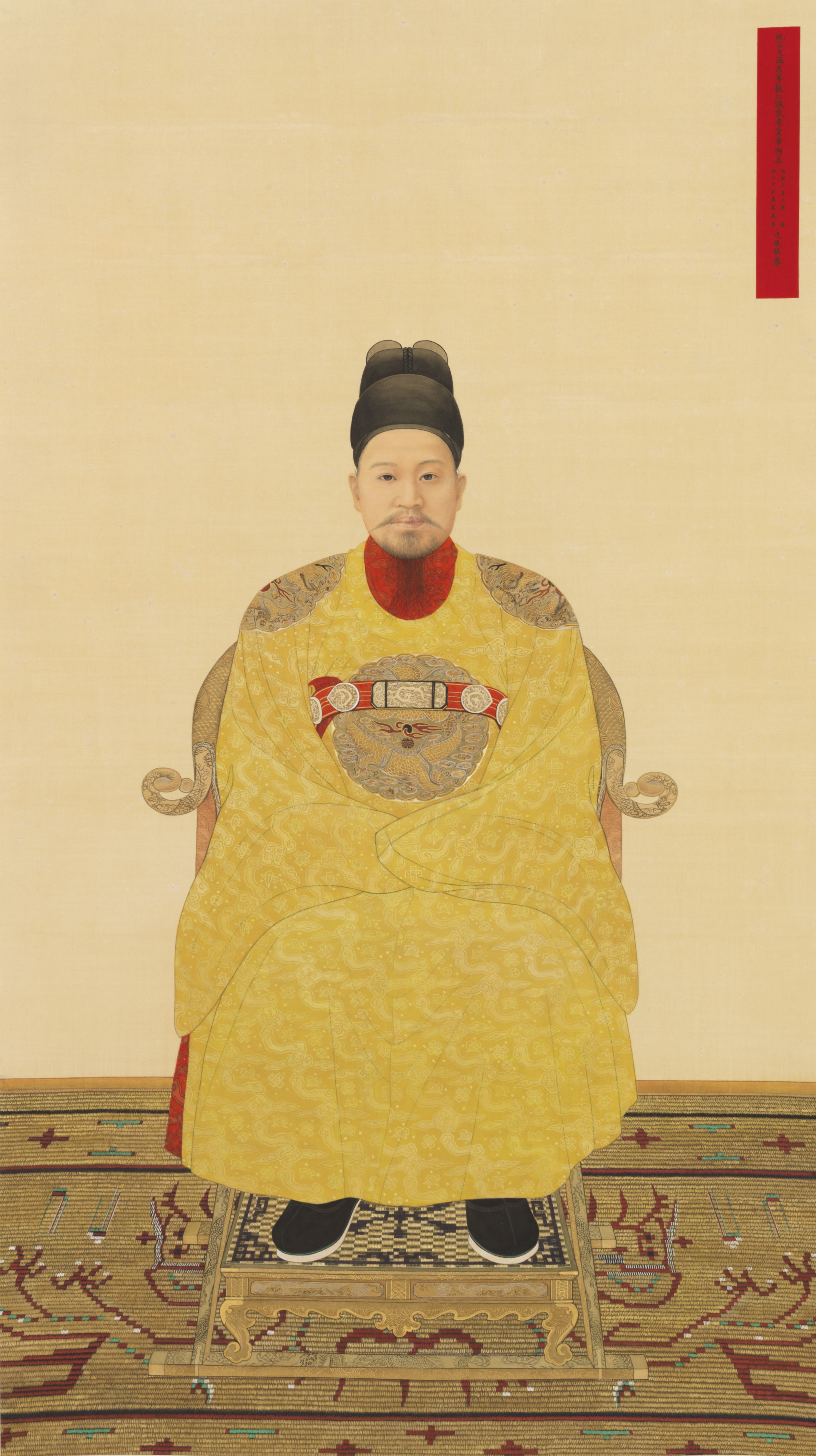
순종 어진

### 퇴위와 대한제국의 멸망
1910년(융희 4년) 일본은 순종에게 한일 병합 조약에 공식적으로 서명할 것을 강요하였다. 그러나 순종은 조약에 끝까지 동의하지 않았으며, 8월 22일 당시 총리대신인 이완용이 이에 대신 서명하였다.
| “ | 한국의 통치권을 종전부터 친근하게 믿고 의지하던 이웃 나라 대일본 황제 폐하에게 양여하여 밖으로 동양의 평화를 공고히 하고 안으로 팔역(八域)의 민생을 보전하게 하니 그대들 대소 신민들은 국세(國勢)와 시의(時宜)를 깊이 살펴서 번거롭게 소란을 일으키지 말고 각각 그 직업에 안주하여 일본 제국의 문명한 새 정치에 복종하여 행복을 함께 받으라. 짐의 오늘의 이 조치는 그대들 민중을 잊음이 아니라 참으로 그대들 민중을 구원하려고 하는 지극한 뜻에서 나온 것이니 그대들 신민들은 짐의 이 뜻을 능히 헤아리라. | ” |
|   | — 1910년 8월 29일, 순종 |   |

이로써 대한제국은 일본 제국에 합병되면서 멸망하였다. 아울러 역사상 왕조는 대한제국을 끝으로 소멸하였으며 전제군주정이 붕괴되었으며 이후 순종은 모든 권한을 잃고 망국의 한을 품은 채 '창덕궁 이왕'이라 불리며 창덕궁에 거처하였다.

### 퇴위 이후

#### 일본 방문
1917년 6월, 순종은 여행이라는 명목 하에 도쿄를 방문해 일본 천황을 알현할 것을 강요받는다. 순종의 일본 방문은 첫 외유(外遊)이기도 하였다.
6월 8일, 경성을 떠나 부산으로 간 순종은 6월 9일 시모노세키에 도착한다. 11일에는 나고야에, 12일에 도쿄에 도착하여 하세가와 요시미치의 알현을 받고 14일에 다이쇼 천황과 데이메이 황후를 만나 오찬에 참석한 뒤, 16일 토리이자카에 있는 왕세자궁을 방문하여 영친왕을 만났다.

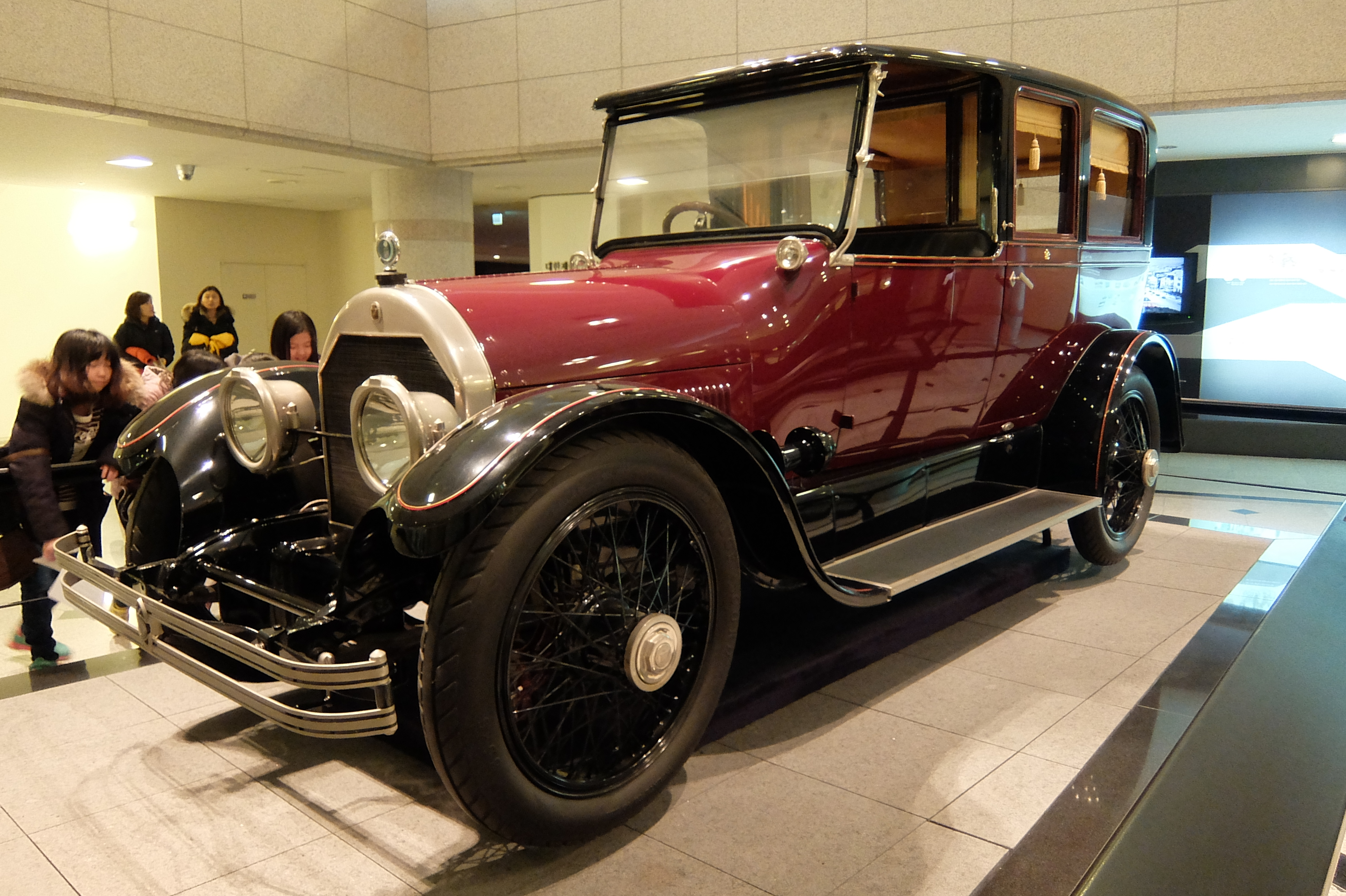
순종의 전용 자동차인 순종어차

6월 23일과 24일에는 교토에 머물렀으며 6월 28일 조선으로 귀국하였다.
 
1917년 6월 8일
남대문역에 직접 나가서 특별열차를 타고 도쿄로 행하였다.

1917년 6월 14일
황궁에 나아가 천황과 황후를 봉황문에서 알현하고 현소에 참배하였으며,
이어 동궁의 처소를 방문하였다.
 — 《순종실록부록》 8권,
1917년 6월 8일 · 6월 14일

### 사망
1926년 4월 25일 오전 6시에 심장마비로 승하하였다. 고종의 홍릉 근처인 유릉(裕陵)에 안장되었다.
창덕궁 전하 승하(昌德宮殿下昇遐)

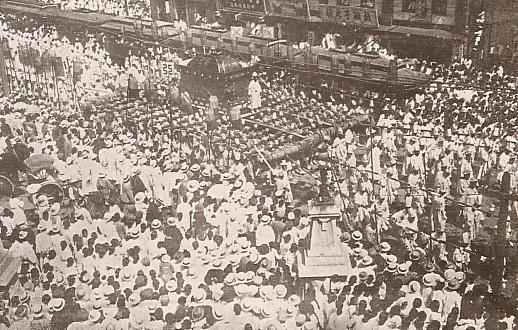
순종의 장례식

창덕궁 전하 승하, 26일 오전 6시 10분에

창덕궁 전하의 승하를 정식으로 발표.
26일 오후 9시 35분 정식 발표.
승하 하실 당시엔 분부가 없으시어.

창덕궁 전하께옵서 26일 오전 6시 10분에 승하하신 뜻을
작일 오후 9시 35분에 궁내성으로부터 정식 발표하였다.
 — 《동아일보》, 1926년 4월 27일
순종의 장례식 날짜에 맞추어 6·10 만세 운동이 일어났다. 3.1 운동 만큼 확산되지는 못했지만 이를 계기로 민족주의 계파와 사회주의 계파가 합작한 신간회가 결성되는 계기가 되었다.
묘호는 순종(純宗)이며 1926년 5월 1일 이왕직 장관 민영기가 제안한 순종, 경종(敬宗), 성종(誠宗) 중 수망(首望)대로 결정되었다.

## 가족 관계
| 대한제국 제2대 황제 | 순종 효황제 純宗 孝皇帝 | 출생 | 1874년 3월 25일(음력 2월 8일) 조선 한성부 창덕궁 관물헌            |
| 대한제국 제2대 황제 | 순종 효황제 純宗 孝皇帝 | 사망 | 1926년 4월 25일 (52세) 일제강점기 조선 경성부 창덕궁 대조전 흥복헌 |

|    |                                 | 본관 | 이름      | 생몰년          | 부모                                                                | 비고                                     |
| -- | ------------------------------- | ---- | --------- | --------------- | ------------------------------------------------------------------- | ---------------------------------------- |
| 부 | 고종 태황제 高宗 太皇帝         | 전주 | 희 㷩     | 1852년 - 1919년 | 흥선헌의대원왕 興宣獻懿大院王 순목대원비 민씨 純穆大院妃 閔氏       | 조선 제26대 국왕 대한제국의 초대 황제    |
| 모 | 명성태황후 민씨 明成太皇后 閔氏 | 여흥 | 자영 玆暎 | 1851년 - 1895년 | 여성부원군 민치록 驪城府院君 閔致祿 한창부부인 이씨 韓昌府夫人 李氏 | - 을미사변으로 암살 - 1897년 황후로 추존 |

|      | 시호                            | 본관 | 출생                             | 사망                                    | 부모                                                                | 비고                   |
| ---- | ------------------------------- | ---- | -------------------------------- | --------------------------------------- | ------------------------------------------------------------------- | ---------------------- |
| 정후 | 순명효황후 민씨 純明孝皇后 閔氏 | 여흥 | 1872년 11월 8일 (음력 10월 20일) | 1904년 10월 23일 (31세) (음력 9월 28일) | 여은부원군 민태호 驪恩府院君 閔台鎬 진양부부인 송씨 鎭陽府夫人 宋氏 |                        |
| 계후 | 순정효황후 윤씨 純貞孝皇后 尹氏 | 해평 | 1894년 9월 7일 (음력 8월 20일)   | 1966년 2월 3일 (71세)                   | 해풍부원군 윤택영 海豊府院君 尹澤榮 경흥부부인 유씨 慶興府夫人 兪氏 | 대한제국의 마지막 황후 |

## 순종이 등장하는 작품

### 드라마
- 임정하 - 《의친왕》(1980년, MBC)
- 이구순 - 《풍운》(1982년, KBS1)
- 이구순 - 《독립문》(1984년, KBS1)
- 이진우, 이민우 - 《대원군》(1990년, MBC 조선왕조 오백년 시리즈)
- 정동환 - 《왕조의 세월》(1990년,KBS1)
- 한영수 - 《덕혜》
- 이승우, 최정 - 《찬란한 여명》(1996년, KBS1)
- 이태리, 곽정욱, 백승우 - 《명성황후》(2002년, KBS2)
- 조재현 - 《식객》(2008년, SBS)
- 안내상 - 《마이 프린세스》(2011년, MBC) - 이 드라마는 실제 역사와는 다른 허구 내용을 다루고 있다.
- 박해준 - 《무지개를 이은 왕비》(2006년, NHK)

### 영화
- 이제훈 - 《인플루언스》 (2010년)
- 안상우 - 《덕혜옹주》 (2016년)

## 사진

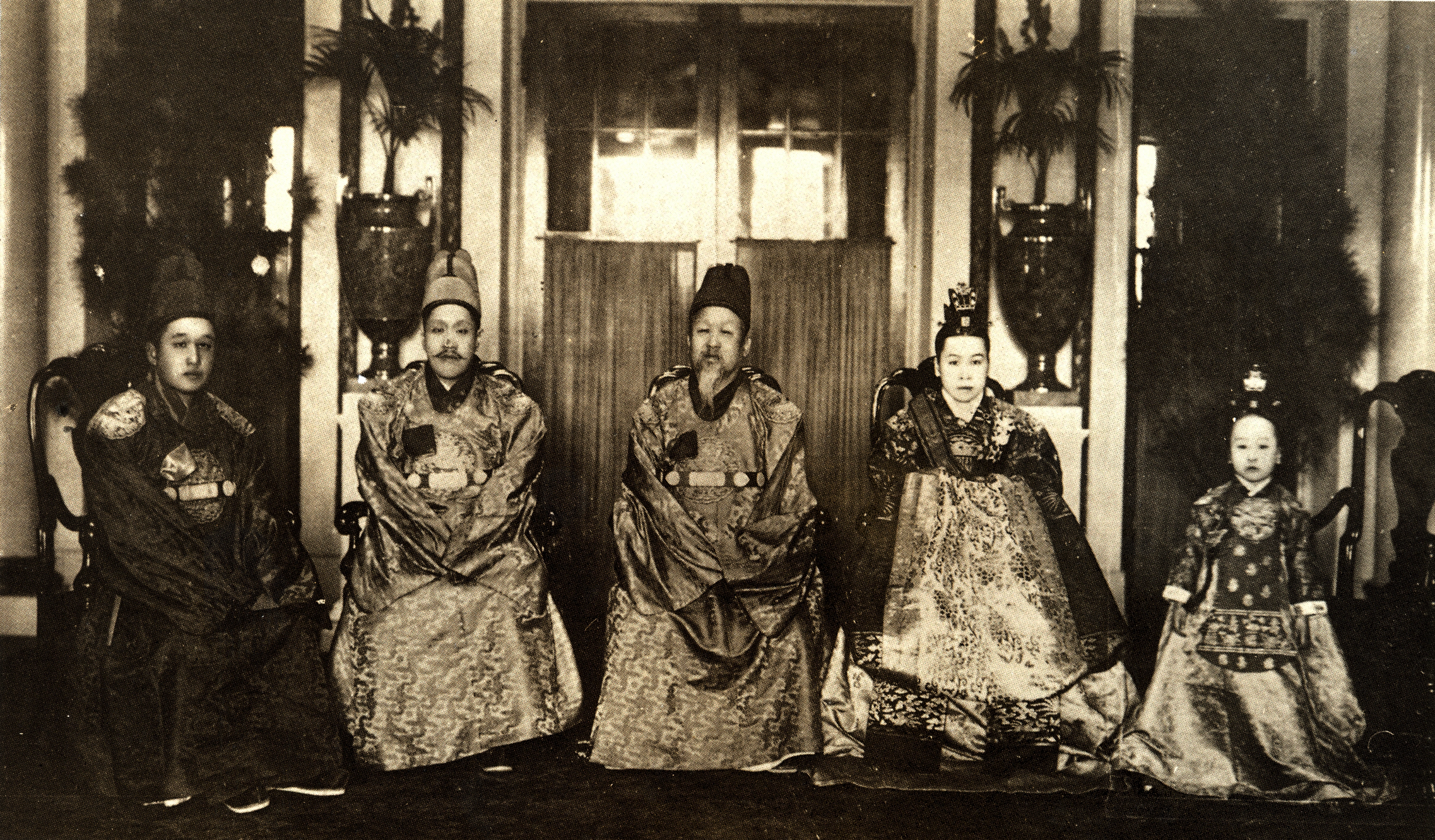
순종의 가족 사진 (1917년 촬영)
----왼쪽부터 영친왕, 순종, 고종, 순정효황후, 덕혜옹주.

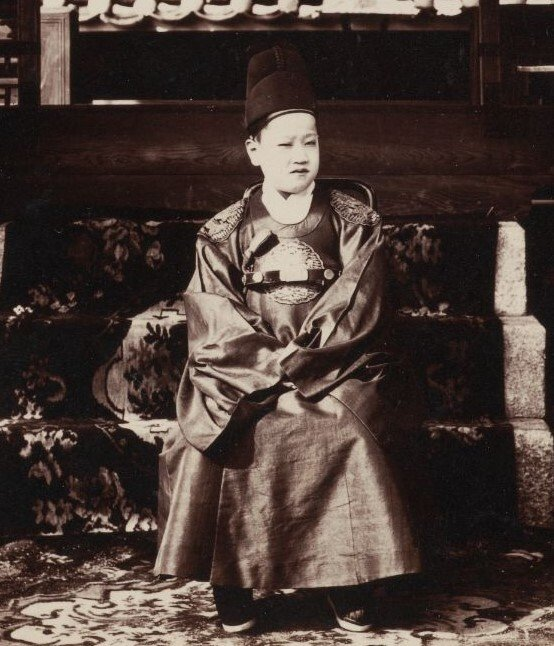
1884년 3월 농수정 앞에서
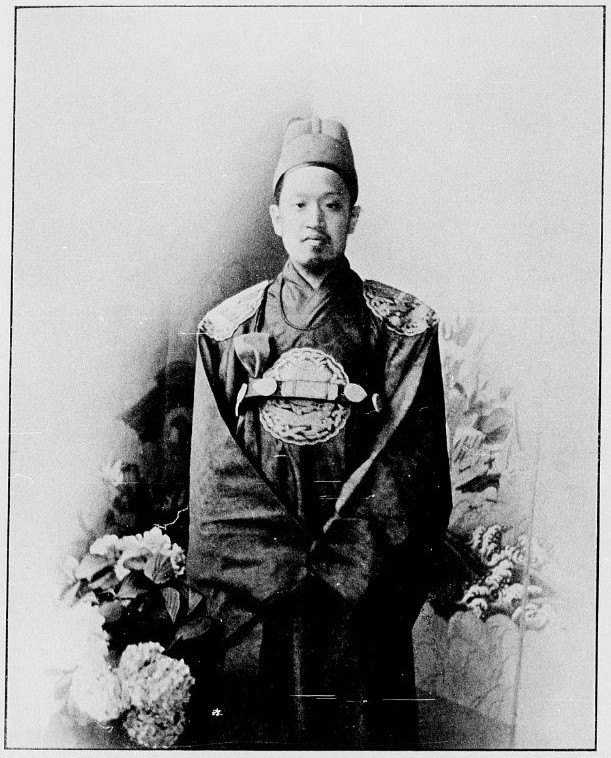
왕세자 시절의 순종
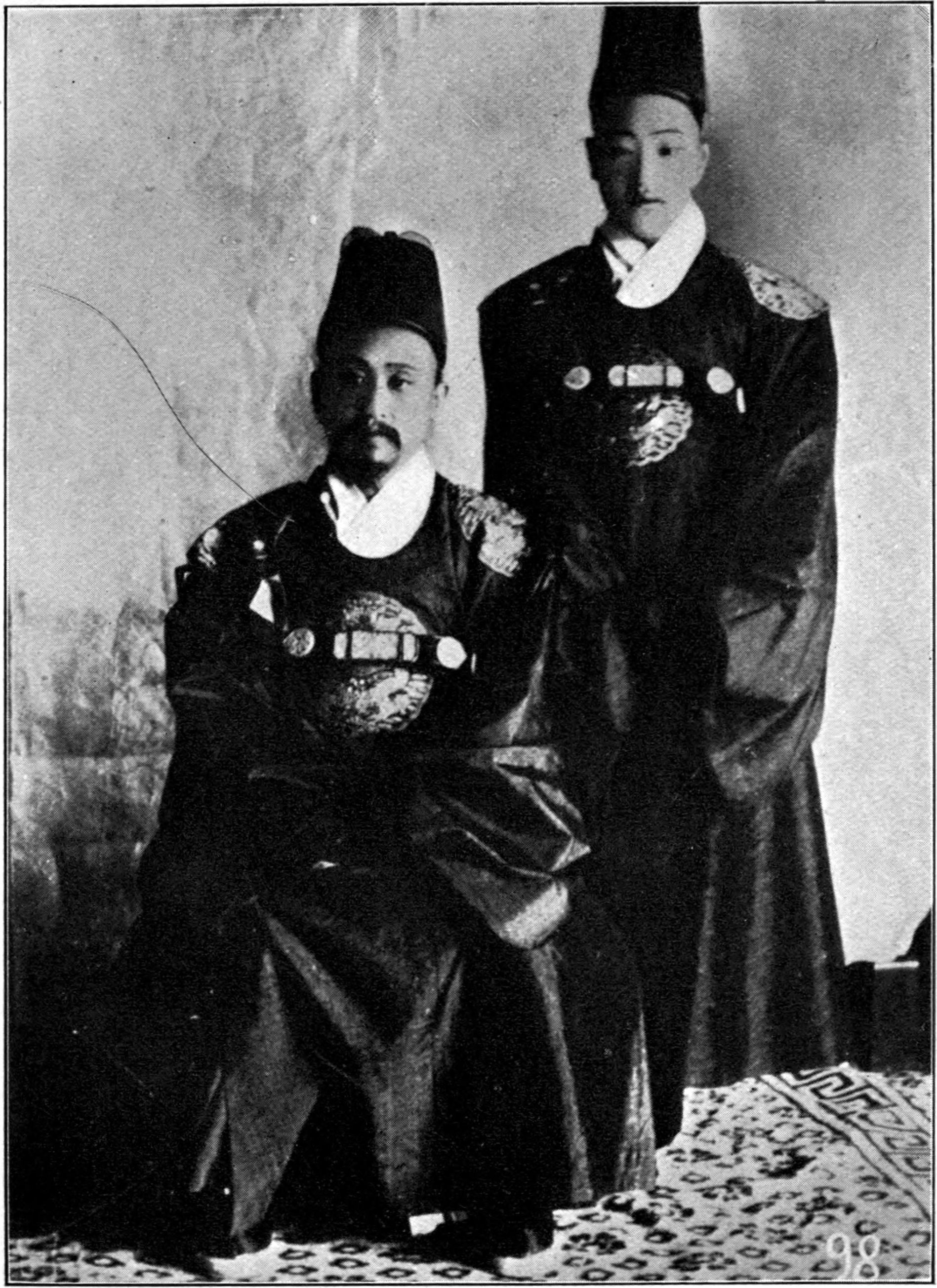
고종과 왕세자 시절의 순종
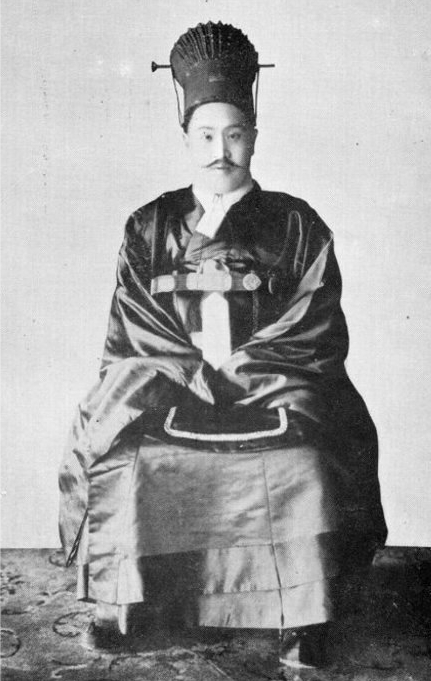
원유관 차림의 순종
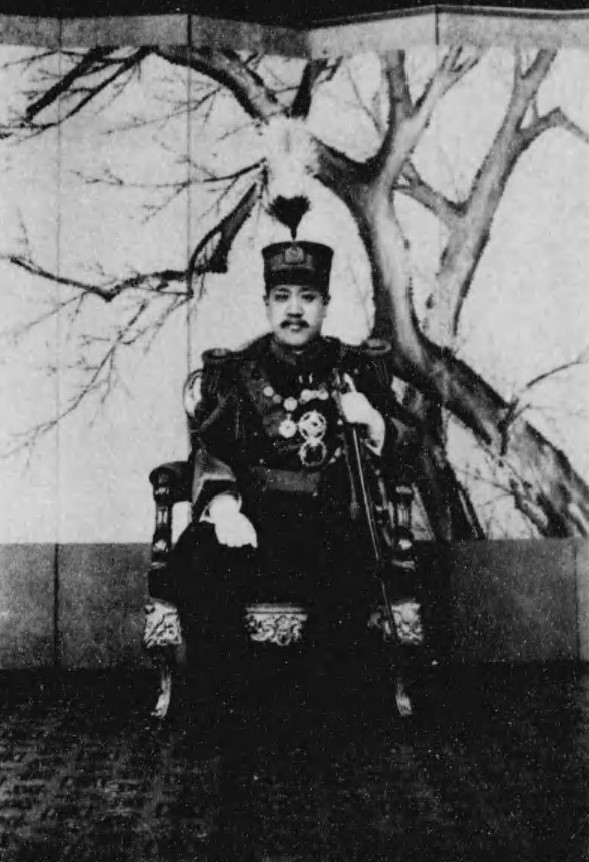
군복 차림의 순종
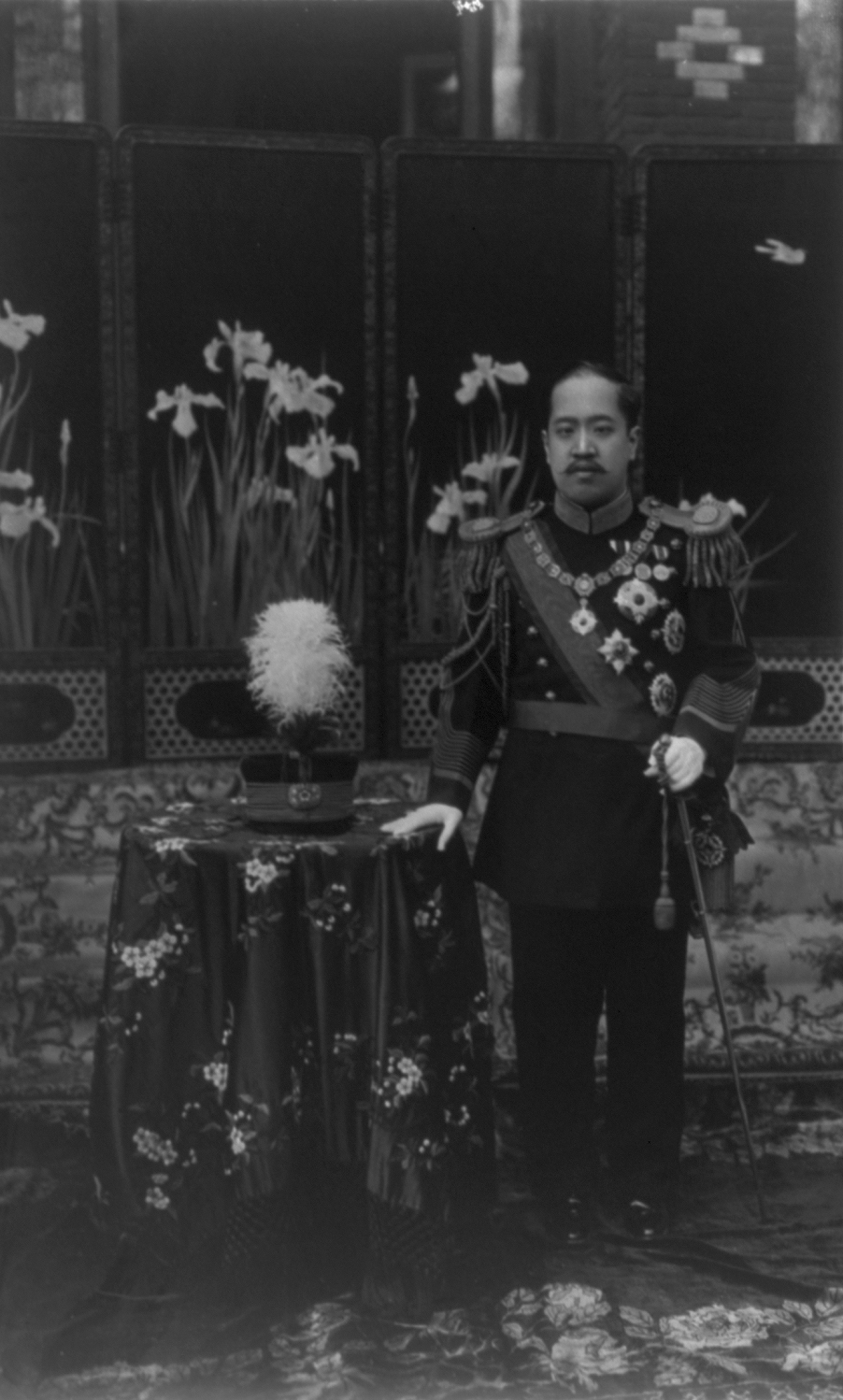
군복 차림의 순종

## 연호
재위 중의 연호는 융희(隆熙)이며, 1907년 8월 2일부터 1910년 8월 29일까지 사용되었다.
| 융희 隆熙 | 원년   | 2년    | 3년    | 4년    |
| --------- | ------ | ------ | ------ | ------ |
| 융희 隆熙 | 1907년 | 1908년 | 1909년 | 1910년 |
| 융희 隆熙 | 정미   | 무신   | 기유   | 경술   |

## 같이 보기
- 한국의 역사
- 한국의 군주 목록